# Eschau
Eschau er en købstad (markt) i Landkreis Miltenberg i Regierungsbezirk Unterfranken i den tyske delstat Bayern.

## Geografi
Eschau ligger ved den lille flod Elsava i Naturpark Spessart, i Region Bayerischer Untermain.
Ud over Eschau ligger i kommunen, disse landsbyer og bebyggelser Hobbach, Oberaulenbach, Unteraulenbach, Sommerau, Wildensee og Wildenstein.